# Pierre de l’Horloge

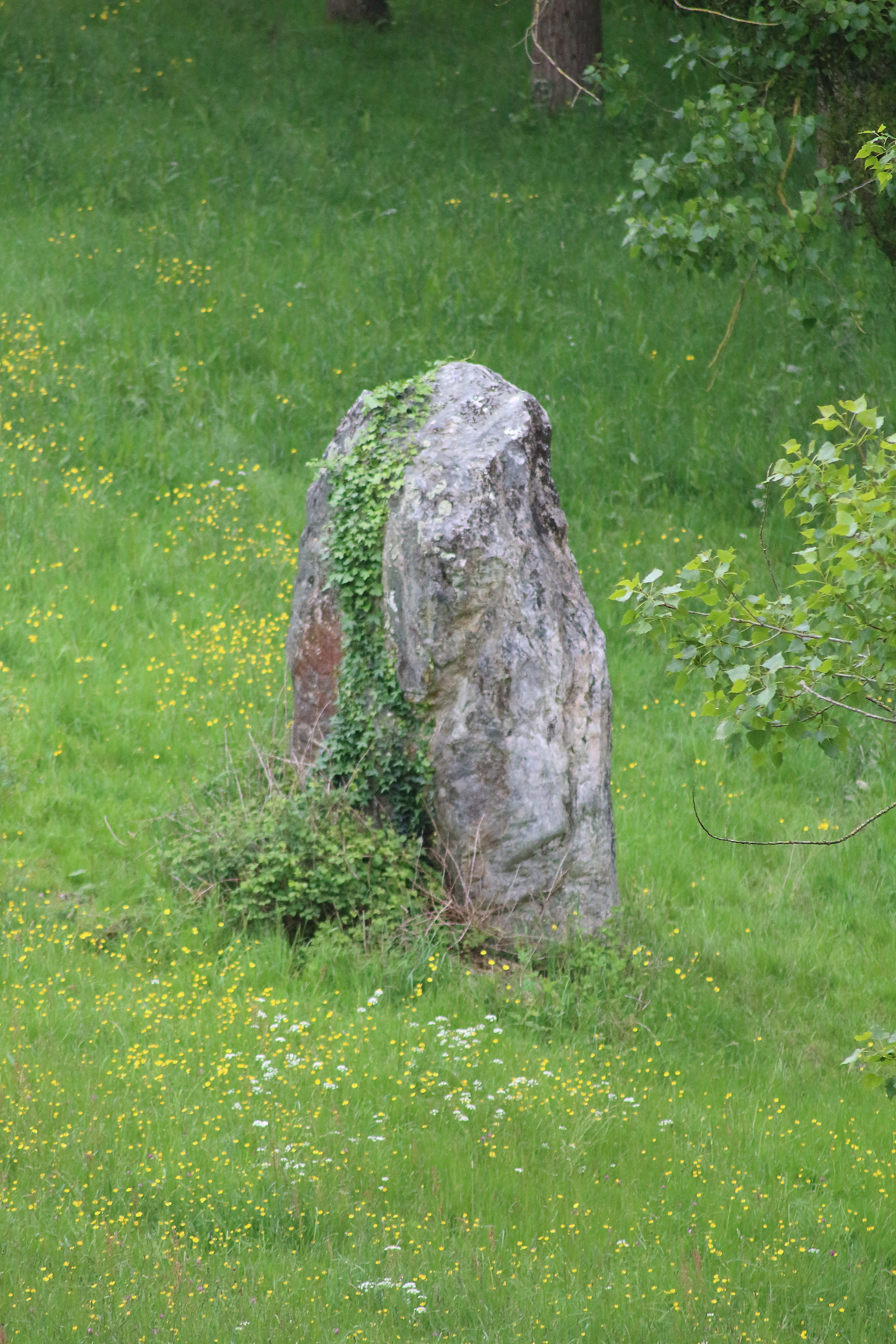
Pierre de l’Horloge

Der Menhir Pierre de l’Horloge (auch Pierre de Roche Poulain genannt) ist ein etwa 3,4 m hoher Menhir südlich der D 771 in Saint-Saturnin-du-Limet an der Grenze zu Renazé im Département Mayenne in Frankreich.
Der Menhir steht in Hanglage am Fuße der „Côte de Rochepoulain“. Der Stein steht seit 1953 unter Denkmalschutz.
In der Nähe liegt der Dolmen de la Petifaie.
Die Römerstraße von Angers nach Rennes verläuft 150 m östlich des Menhirs.